# 韩荣福
韩荣福（1902--1968），字寿山，中华民国少将，回族，生于中华民国甘肃省循化县，今青海循化县积石镇瓦匠庄村人。
19岁便投身中国国民党马家军当兵，1947年任骑五军整编骑六旅旅长。
骑五军以回族和撒拉族为骨干，还有少量汉族
。将、校、尉之中除副军长郭全梁及所谓“八大处”的僚佐外，全部由回族及撒拉族担任。骑五军实际仅有两个整编旅（骑六旅，旅长韩荣福；骑七旅，旅长韩有文），每旅有三个团，每团约一千人。另有一个直属团、两个直属连（警卫连、通讯连），官兵数量将近一万人，军马一万两千多匹。